# Leerimetsa
Leerimetsa is een plaats in de Estlandse gemeente Hiiumaa, provincie Hiiumaa. De plaats heeft de status van dorp (Estisch: küla).
Tot in oktober 2017 behoorde Leerimetsa tot de gemeente Pühalepa. In die maand werd de fusiegemeente Hiiumaa gevormd, waarin Pühalepa opging.

## Bevolking
Het dorp had op 31 december 2011 geen inwoners meer. Ook op 31 december 2021 was het aantal inwoners 0.

## Ligging
De plaats ligt aan de rivier Suuremõisa, die hier twee scherpe bochten maakt.

## Geschiedenis
Leerimetsa was in de tsarentijd een veldnaam op het landgoed Großenhof (Suuremõisa). De naam werd voor het eerst genoemd in 1886 als Leeri mets (‘bos van het kamp’). In de jaren dertig van de 20e eeuw was Leerimetsa een nederzetting (Estisch: asundus). In de jaren vijftig verdween de naam van de kaart, maar in 1997 werd Leerimetsa op de lijst van dorpen gezet.